# جورج باس
جورج باس (بالإنجليزية: George Bass)‏ (30 يناير 1771 – بعد 5 فبراير 1803)، هو جراح إنكليزي وأحد مكتشفي أستراليا، وهو مكتشف المضيق المسمى باسمه. ولد جورج باس في 30 يناير 1771 في أسواربي قرب سليفورد في لينكونشير. بعد موت أبيه، الذي كان مزارعا، انتقلت أمه إلى بوسطن، وبعد أن عمل هناك كمتدرب لدى جراح حصل على دبلومه في لندن، وعين كجراح على متن سفينة ريلاينس. أمرت هذه السفينة بالتوجه إلى سيدني في عام 1795، فوجد باس فرصته السانحة ليحقق حلمه بالاستكشاف. في 1796 أبحر من بورت جاكسن، في مركب صيد حيتان صغير، لفحص ساحل نيو ساوث ويلز من الجنوب، وبعد انعطافه عند رأس هاو، لاحظ أن هناك كان هناك مدا قويا في من المنطقة الجنوبية الغربية، واستنتج وجود ممر بحري في حوالي خط العرض 40° جنوبا. في السنة التالية سمح له الحاكم فيليب غيدلي كينغ بأخذ سفينة شراعية تزن 25 طن، وبقيادة الملازم ماثيو فليندرز، لكي يمسح ساحل تسمانيا؛ وفي عام 1798 أبحر باس عبر الممر البحري الذي حمل اسمه، وأبحر حول تسمانيا وكان أول من أثبت أنها جزيرة، واستكشف جزءا كبيرا من الساحل. قام باس بتسمية اثنتين من الجزر الرئيسية في مضيق باس على الحاكم كينغ والملازم فليندرز على التوالي. رحل باس عن أستراليا في عام 1803 وانطلق في طريق عودته إلى إنجلترا، ولا شيء مؤكد أو معروف عما حل به لاحقا. ويحتمل أنه مات في أمريكا الجنوبية.

## بدايات حياته
ولد باس في 30 يناير 1771 في أسواربي، وهي قرية صغيرة تقع بالقرب من سليفورد في لينكولنشاير، وهو ابن أحد المزارعين المستأجرين، ويدعى جورج باس وامرأة محلية تدعى سارة نيومان. توفي والده عام 1777 عندما كان باس في السادسة من عمره. وقد التحق بمدرسة بوسطن النحوية وتدرب فيما بعد على الطب في مستشفى بوسطن لينكونشاير. تم قبوله وهو في الثامنة عشرة في لندن كعضو في زمالة الجراحين، وفي عام 1794 انضم إلى البحرية الملكية كجراح.
وصل إلى سيدني في نيو ساوث ويلز على السفينة الملكية ريلاينس في 7 سبتمبر 1795.
كما كان على الرحلة ماثيو فليندرز، جون هنتر، بينيلونج، ومساعده الجراح وليام مارتن.

## رحلتا توم ثام
أحضر باس معه على ريلاينس زورقا صغيرا بطول 8 أقدام (2.4 م) وعرضه 5 أقدام (1.5 م)، والذي سماه توم ثام بسبب حجمه الصغير. في أكتوبر 1795 أبحر باس وفليندز بصحبة ويليام مارتن على الزورق من بورت جاكسون إلى خليج بوتاني واستكشفوا نهر جورج وتقدموا فيه أبعد من المحاولات الاستكشافية السابقة. ساهمت تقاريرهم عند عودتهم إلى تأسيس بلدة بانكستاون.
في مارس 1796 انطلق نفس الفريق في رحلة ثانية في قارب صغير مماثل، والذي أطلق عليه أيضاً توم ثام. سافروا خلال هذه الرحلة على طول الساحل حتى بحيرة إيلاوارا، والتي أطلقوا عليها بحيرة توم ثام. ثم استكشفوا منطقة بورت هاكينغ.
في وقت لاحق من ذلك العام اكتشف باس أرضا جيدة بالقرب من بروسبكت هيل، وعثروا على ماشية ضائعة أتت مع الأسطول الأول، وفشلوا في محاولتهم لعبور الجبال الزرقاء.

## رحلة قارب الحيتان إلى الميناء الغربي

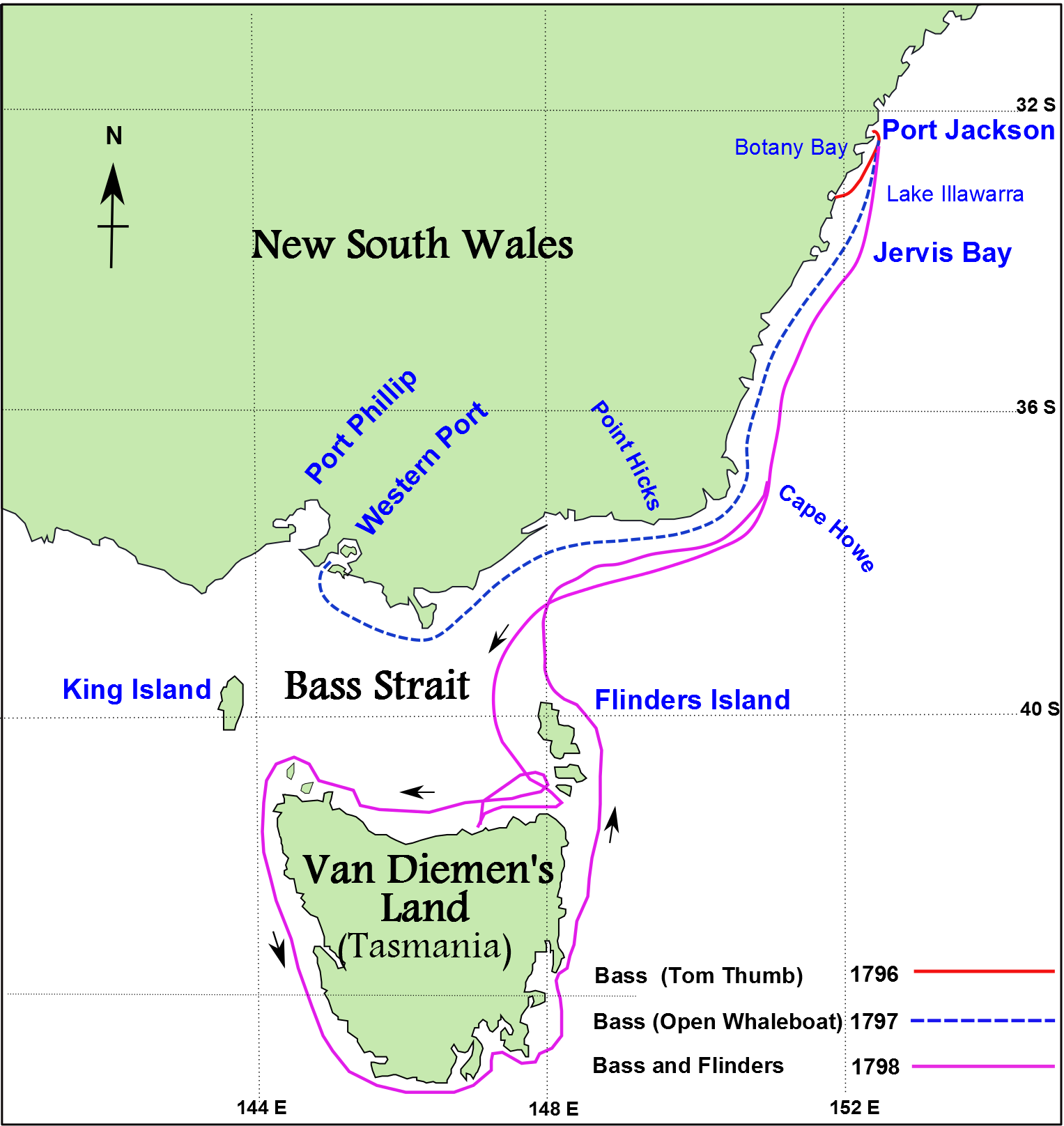
رحلات جورج باس

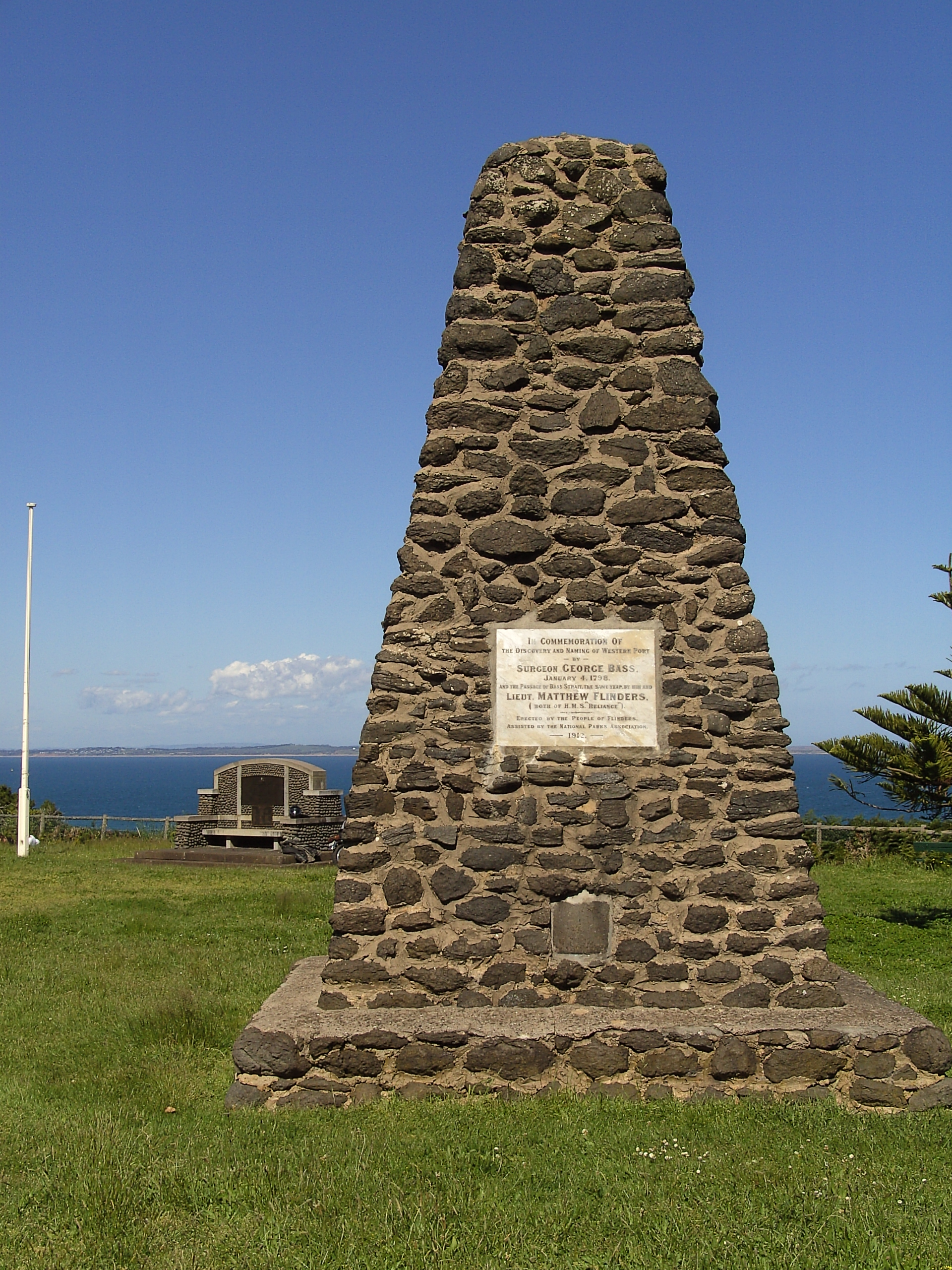
النصب التذكاري (1912) لاكتشاف الميناء الغربي في 4 يناير 1798، في فليندرز، فيكتوريا.

في عام 1797، أبحر باس في قارب حيتان مع ستة أشخاص (لم يضم فليندرز) إلى كيب هاو، وهي أبعد نقطة في جنوب شرق أستراليا. من هنا ذهب غربا على طول ساحل في منطقة غيبسلاند الحالية في فيكتوريا، إلى وسترن بورت قرب موقع ميلبورن الحالية. كان يعتقد أن مضيقا يفصل البر الرئيسي عن أرض فان دايمن (تسمانيا الآن) وأكد اعتقاده بملاحظته الفطنة للمد السريع الأمواج الطويلة في الجنوب الغربي في رأس ويلسون.
اكتشفت باس منطقة كياما وسجل العديد من الملاحظات حول تعقيد التركيب النباتي فيها والظاهرة الطبيعية المسماة حفرة كياما، مشيرا إلى الجيولوجيا البركانية حول الحفرة.

## الطواف على تسمانيا في سفينة نورفولك
في عام 1798، تم تأكيد هذه النظرية عندما طاف باس وفليندرز في السفينة نورفولك حول أرض فان ديمن. في هذه الرحلة، زار باس مصب نهر ديروينت، الذي اكتشفه الكابتن جون هايز في عام 1793،  حيث تأسست مدينة هوبارت على أساس تقريره في عام 1803. عندما عاد الاثنان إلى سيدني، أوصى فليندرز الحاكم جون هنتر بأن يُدعى المضيق بين أرض فان ديمن والبر الرئيسي باسم مضيق باس. وكتب فليندرز: "لم يكن هذا أكثر من مجرد تكريم لصديقي ورفيقي"، وذلك بسبب الأخطار البالغة التي تعرض لها".
كان باس عالما محبا للتاريخ الطبيعي وعلم النبات، وقام بتحويل بعض اكتشافاته النباتية إلى السير جوزيف بانكس في لندن. حيث كتب إلى بانكس «في هذه الرحلة التي استغرقت أربعة عشر أسبوعا، جمعت هذه النباتات القليلة على أرض فان دايمن التي لم تكن مألوفة لي في نيو ساوث ويلز، وقد حرصت على تقديمها إليك لتفحصها». كان عضوا فخريا في جمعية تشجيع التاريخ الطبيعي، والتي أصبحت فيما بعد الجمعية اللينية. نُشرت بعض ملاحظاته في المجلد الثاني من كتاب ديفد كولينز «سجل عن المستعمرة الإنجليزية في نيو ساوث ويلز». كان من أوائل من وصف حيوان الومبت الجرابي الأسترالي.

## الزواج والتجارة
في 8 أكتوبر 1800، تزوج جورج من إليزابيث ووترهاوس في كنيسة سانت جيمس في وستمنستر. وكانت أخت هنري ووترهاوس، زميل باس السابق وربان ريلاينس. أبحر باس مرة أخرى إلى بورت جاكسون في يناير 1801 وترك إليزابيث وراءه، ورغم أن الزوجين ظلا يكتبان لبعضهما، إلا أنهما لم يلتقيا مرة أخرى، لأن باس لم يعد من هذه الرحلة.
استثمر باس وأصدقاؤه نحو عشرة آلاف جنيه إسترليني في السفينة الشراعية فينوس وشحنة من البضائع العامة لنقلها وبيعها في بورت جاكسون. كان باس المدير والمالك وأبحر في أوائل عام 1801. (من بين أصدقائه النافذين وشركائه الرئيسيين كان الجراح الرئيسي للمستعمرة البريطانية في جزيرة نورفولك، توماس جاميسون، الذي تم تعيينه فيما بعد كطبيب جراح عام في نيو ساوث ويلز).
وجد باس لدى وصوله أن المستعمرة مليئة بالبضائع ولم يتمكن من بيع حمولته. كان الحاكم فيليب غيدلي كينغ يتبع برنامجا اقتصاديا صارما ورفض أخذ البضائع إلى المتجر الحكومي، حتى بخصم 50٪. إلا أن كينغ تعاقد مع باس لشحن لحم الخنزير المملح من تاهيتي. كان الطعام شحيحا في سيدني وقتها وكانت الأسعار في ارتفاع، ولكن كانت الخنازير وفيرة في جزر المجتمع وتتعاقد كينغ مع باس بسعر 6 بنسات للرطل، حيث كان يدفع سابقا شلن واحد (12 بنس). كان هذا العقد مناسبا لسياسة التقشف التي اتبعها كينغ وكان مربحا لباس. أبحر باس مع شريكه تشارلز بيشوب على متن فينوس من سيدني إلى داسكي ساوند في نيوزيلندا حيث أمضيا 14 يوما يزيلان الحديد من حطام سفينة القبطان برامبتون القديمة إنديفور. تم تحويل هذا الحديد إلى فؤوس وتمت المتاجرة بها مقابل لحم الخنزير في تاهيتي قبل العودة إلى سيدني بحلول نوفمبر 1802.
في يناير 1803، تقدم باس إلى كينغ لاحتكار صيد السمك يبدأ من داسكي ساوند في وسط الجزيرة الجنوبية في نيوزيلندا إلى ميناء أوتاغو في أقصى الجنوب – وهي الآن موقع مدينة دنيدن – وتتضمن جميع الأراضي والبحار إلى الجنوب، وعلى وجه الخصوص جزر أنتيبودز، ربما على أساس المعلومات الواردة من صهره واترهاوس، مكتشف أرخبيل أنتيبودز. كان يتوقع أن يجني الكثير منها، ولكنه أبحر من سيدني قبل أن يسمع أن طلبه قد رُفض ولم يعد أبدا. كان باس وفليندرز يعملان خارج سيدني خلال هذا الوقت، ولكن لم يتواجدا معا هناك.

## الرحلة الأخيرة
لا يُعرف مصير باس بالتحديد. أبحر في رحلته الأخيرة على فينوس في 5 فبراير 1803 ولم يره أحد هو وطاقمه مرة أخرى. كانت خطته هي الذهاب إلى تاهيتي وربما إلى المستعمرات الإسبانية على ساحل شيلي لشراء المؤن والعودة إلى سيدني.
وقد تم الاشتباه في أن باس قد خطط أيضا للدخول في تجارة التهريب في تشيلي. حفظت إسبانيا حق توريد البضائع إلى مستعمراتها للسفن الإسبانية والتجار الإسبان. لكن إنتاج المستوطنين في أستراليا لم يكن بقدر حاجتهم، كما أن نقص الغذاء والضرائب الثقيلة تسببت في ارتفاع الأسعار، مما شجع على التجارة بالتهريب مع السفن الأجنبية. وصف بعض المؤرخين في القرن التاسع عشر أن ميناء بورت جاكسون كان قاعدة للتهريب.
كان باس لا يزال يحمل الكثير من البضائع التي جلبها إلى سيدني في عام 1801، وربما أراد أن يأخذ بعضا منها إلى تشيلي. لمحت رسالتان من رسائله الأخيرة إلى مغامرة لم يرد أن يسميها. انطلق في عام 1803، مع رسالة دبلوماسية من الحاكم كينغ تثبت صدقه، وإذا أراد الإبحار نحو الساحل الغربي لأمريكا الجنوبية فأن غرضه الوحيد سيكون توفير المؤن.
مرت عدة أشهر دون أي خبر عن وصوله، فرأى الحاكم كينغ وأصدقاء باس في سيدني أنه مكروها قد أصابه. أدرجته الأميرالية في إنجلترا مفقودا في البحر في يناير 1806، ومنحت أرملته لاحقا راتبا من صندوق الأرامل، وذلك بعد قطع نصف راتب باس في يونيو 1803. (قام باس بالمساهمة في الصندوق من راتبه).

## التكهنات بشأن مصير باس
فكر العديدون بشأن مصير باس. هناك قصة نسبت إلى بحار يدعى وليام كامبل من سفينة هارينغتون أن الإسبان قبضوا على باس في تشيلي وأرسلوه إلى مناجم الفضة. كانت سفينة هارينغتون تعمل في التهريب وعادت إلى سيدني بعد ثلاثة أشهر من مغادرة باس. ومع ذلك، فإن هذه القصة تعود إلى عام 1811 في تقرير أعده ويليام فيتزموريس. هناك سجلات عن كامبل في عام 1803 وعام 1805 عندما استولى على سفينة إسبانية، ولكن لم يرد ذكر باس في تلك الأوقات. كما أن فترة ثلاثة أشهر تبدو قصيرة من وصول باس إلى تشيلي ثم عودة هارينغتون إلى سيدني.
هناك عامل آخر ضد هذه القصة هو أن جميع السجناء البريطانيين الذين احتجزهم الإسبان في تشيلي وبيرو تم إطلاق سراحهم عام 1808 وعادوا إلى أوروبا. فإذا تم القبض بالفعل على طاقم فينوس المكون من 25 فردا، فلم ينج أحد منهم.
كتب المغامر يورجن يورجنسون في سيرته الذاتية عام 1835 عن باس وزعم أن الأخير حاول إجبار المستوطنين في تشيلي على التجارة تحت تهديد السلاح وتم القبض عليه. ربما التقى يورجنسون مع باس، لكن هذه القصة مختلقة على الأغلب. كانت كتابات يورغنسون تعتبر مسلية ولكنها بعيدة عن الواقعية.
أجري بحث في الأرشيف الإسباني في عام 1903 من قبل الباحث باسكوال كيانجوس وفي أرشيف البيرو في عام 2003 من قبل المؤرخ خورخي أورتيز سوتيلو ولم يجدوا أي ذكر لباس. لا يزال مصيره النهائي لغزا.

## التكريم

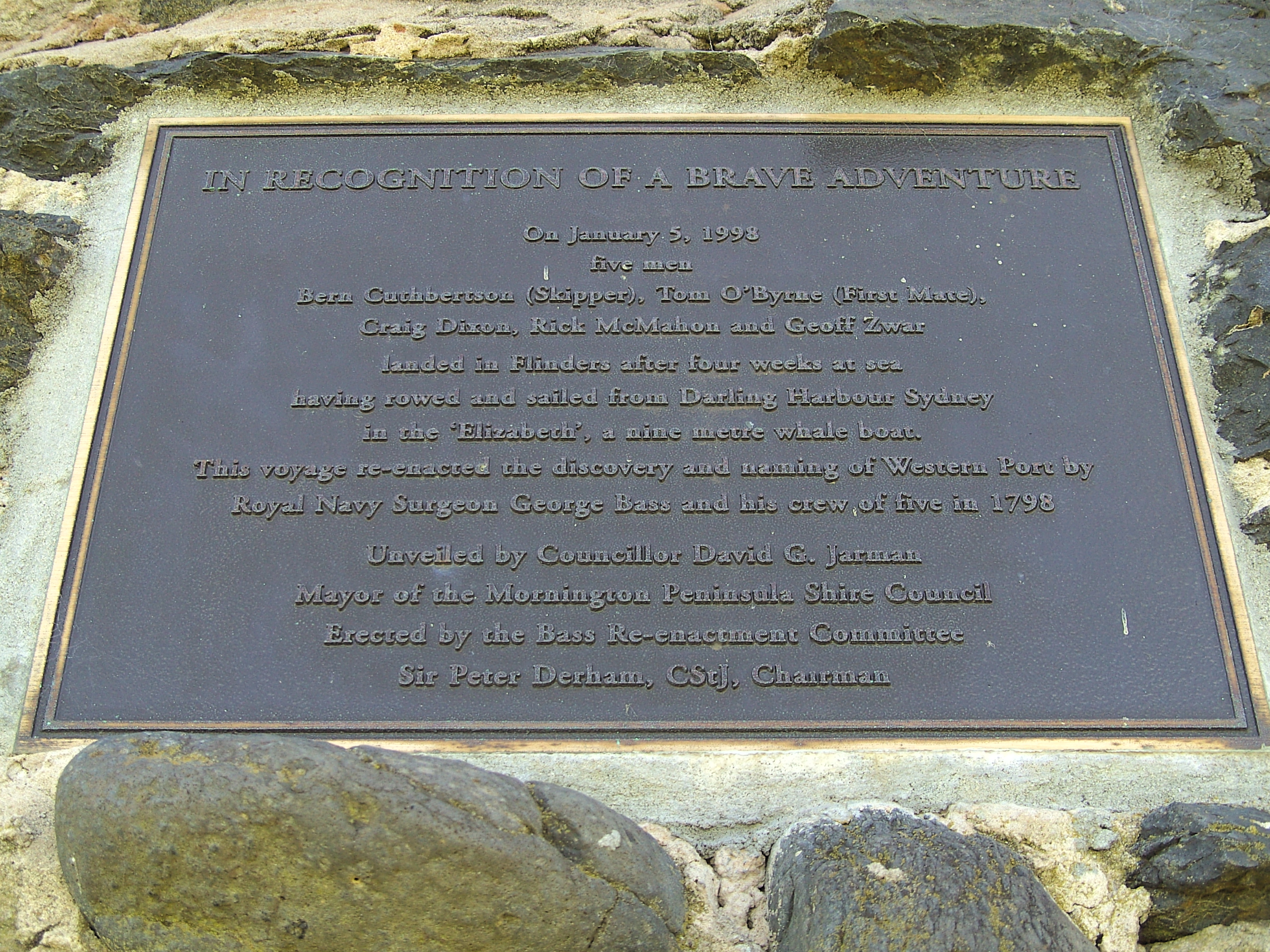
لوح يكرم الذكرى المئوية الثانية لاكتشاف وسترن بورت.

في عام 1963 تم تكريمه على طابع بريد صادر عن بريد أستراليا ، ومرة أخرى في عام 1998 مع ماثيو فليندرز.
أُجريت إعادة تمثيل لرحلة سفينة الحيتان في الذكرى السنوية المئوية الثانية لرحلة باس، ووصلت إلى وسترن بورت في 5 يناير 1998، باستخدام سفينة «إليزابيث» التي يبلغ طولها 9 أمتار (30 قدمًا) التي قادها بيرن كوتبيرسون. تمت إضافة لوحة تذكارية إلى نصب باس وفليندرس التذكاري في فليندرز، فيكتوريا.
من الأماكن المسماة على باس:
- طريق باس السريع (تسمانيا)
- طريق باس السريع (فكتوريا)
- مدينة باس هيل، نيو ساويث ويلز
- نقطة باس بوينت
- مضيق باس
- نهر باس (فكتوريا)
- قسم باس، تسمانيا (فدرالي)
- قسم باس، تسمانيا (الولاية)